# David Lambert (acteur)
Pour les articles homonymes, voir David Lambert.
David Lambert est un acteur américain qui est né le 29 novembre 1993 en Louisiane. 
Il est connu pour son rôle de Brandon Foster dans la série télévisée américaine The Fosters (2013-2018).

## Biographie
David Lambert est né à Bâton-Rouge, en Louisiane, le 29 novembre 1993. Il a vécu en Angleterre, à Taïwan et au Texas pendant plusieurs années et aujourd'hui en Géorgie. 
Il peut jouer de la trompette,du piano et il apprend la guitare électrique. Il est ténor. Il a fait du théâtre pendant plusieurs années. Il a joué dans des pièces telles que Narnia, Seussical, La Petite Princesse et Le Livre de la jungle.
En 2009, il joue aux côtés de Kelly Blatz, Tania Gunadi et J. P. Manoux dans un projet de Disney XD appelé Aaron Stone.
En août 2013, il rejoint le casting principal de la série télévisée The Fosters produite par Jennifer Lopez dans le rôle de Brandon Foster. La série est diffusée entre le 3 juin 2013 et le 6 juin 2018 sur ABC Family / Freeform. Pour ce rôle, il sera nommé plusieurs fois dans la catégorie "Meilleur acteur de séries télévisées de l'été" lors de la cérémonie des Teen Choice Awards. Pour la série, il a composé la chanson "Outlaws".

## Pièces de théâtre
- Narnia - M. Tumnus
- Seussical - le maire
- La Petite Princesse - Carringford
- Le Livre de la jungle

## Filmographie
- 2009 : Aaron Stone : Jason Landers (35 épisodes)
- 2009 : Psych : Enquêteur malgré lui : JJ (saison 2, épisode 12)
- 2010 : Bienvenue chez les scouts  : Kalvin « Goose » Gustavo
- 2012 : Pour le sourire d'un enfant de James Sadwith : Steve
- 2013 : The Lifeguard de Liz W. Garcia : Jason Lennox
- 2013 - 2018 : The Fosters : Brandon Foster (rôle principal - 104 épisodes)
- 2019 : Good Trouble : Brandon Foster (3 épisodes)

## Distinctions
| Année | Prix                                 | Catégorie                               | Nomination  | Résultat   |
| ----- | ------------------------------------ | --------------------------------------- | ----------- | ---------- |
| 2014  | 16e cérémonie des Teen Choice Awards | Meilleur acteur dans une série de l'été | The Fosters | Nomination |
| 2015  | 17e cérémonie des Teen Choice Awards | Meilleur acteur dans une série de l'été | The Fosters | Nomination |
| 2016  | 18e cérémonie des Teen Choice Awards | Meilleur acteur dans une série de l'été | The Fosters | Nomination |
| 2017  | 19e cérémonie des Teen Choice Awards | Meilleur acteur dans une série de l'été | The Fosters | Nomination |